# Златев, Асен
Асен Иванов Златев (род. 23 мая 1960, Царимир) — болгарский тяжелоатлет, шестикратный чемпион Болгарии (1982—1984, 1986—1988), пятикратный чемпион Европы (1980, 1982, 1984, 1985, 1987), трёхкратный чемпион мира (1980, 1982, 1986), чемпион Олимпийских игр (1980). Заслуженный мастер спорта Болгарии (1980). Лучший спортсмен года в Болгарии (1986).

## Биография
Асен Златев родился 23 мая 1960 года в селе Царимир (Пловдивский округ). Начинал заниматься тяжёлой атлетикой в спортивном клубе «Марица» под руководством Ганчо Карушкова.
Дебютировал в составе национальной сборной Болгарии в 1980 году. Вслед за победой на чемпионате Европы в Белграде принял участие в Олимпийских играх в Москве, где также завоевал золотую награду. По ходу обоих турниров устанавливал новые мировые рекорды в толчке и по сумме двоеборья.
В дальнейшем перешёл из полусредней в среднюю весовую категорию. В ней он был вынужден конкурировать с выдающимся советским атлетом Юрием Варданяном, которому трижды уступал на чемпионатах мира (1981, 1983, 1985), а также соревнованиях «Дружба-84», проведённых после решения политического руководства ряда социалистических стран о бойкоте Олимпийских игр в Лос-Анджелесе.
Но в 1982 и 1986 годах в отсутствие прямого соперничества с Варданяном дважды становился чемпионом мира. Оба этих успеха сопровождались установлением новых мировых рекордов в одном из упражнений.
В 1988 году готовился выступить на Олимпийских играх в Сеуле, однако после того как его соотечественники Митко Граблев и Ангел Генчев не смогли пройти допинг-контроль и были лишены золотых наград, болгарская делегация приняла решение снять с соревнований Златева и других ещё не выходивших на помост членов сборной.
В 1992 году завершил свою спортивную карьеру и занялся предпринимательской деятельностью. Параллельно продолжил тренироваться и стал участвовать в ветеранских турнирах. В 2000 году Асену Златеву присвоено звание «Почётный гражданин города Пловдив». Установил 10 рекордов Мира (1980-1986).